# Spoorlijn Beillant - Angoulême
De spoorlijn Beillant - Angoulême is een Franse spoorlijn van Saint-Sever-de-Saintonge naar Angoulême. De lijn is 64,9 km lang en heeft als lijnnummer 579 000.

## Geschiedenis
De lijn werd in gedeeltes geopend door de Compagnie du chemin de fer des Charentes, van Beillant naar Cognac op 31 mei 1867 en van Cognac naar Angoulême op 22 oktober 1867. 
Na het verslechteren van de verhoudingen tussen de Compagnie du chemin de fer de Paris à Orléans en de Compagnie du chemin de fer des Charentes een tweede tracé met een tunnel van 550 meter gebouwd, het Raccordement van Angoulême-État naar het gelijknamige station Angoulême-État. Tegelijk bouwde Compagnie du chemin de fer des Charentes de spoorlijn richting Limoges. Vanaf 1934 werd alle personenvervoer afgehandeld via station Angoulême-Orléans (het huidige station). 

## Treindiensten
De SNCF verzorgt het personenvervoer op dit traject met TER treinen.
| Serie | Treinsoort | Route                                                                                               | Bijzonderheden |
| ----- | ---------- | --------------------------------------------------------------------------------------------------- | -------------- |
| L 16  | TER (SNCF) | Angoulême – Cognac – Saintes – [ Rochefort – La Rochelle – La Rochelle Porte Dauphine ] / [ Royan ] |                |

## Aansluitingen
In de volgende plaatsen is of was er een aansluiting op de volgende spoorlijnen:
Beillant
RFN 500 000, spoorlijn tussen Chartres en Bordeaux-Sain-Jean
RFN 500 306, raccordement van Beillant
Châteauneuf-sur-Charente
RFN 580 000, spoorlijn tussen Châteauneuf-sur-Charente en Saint-Mariens - Saint-Yzan
Angoulême
RFN 570 000, spoorlijn tussen Paris-Austerlitz en Bordeaux-Saint-Jean
RFN 577 100, aansluiting havenstation van Houmeau
RFN 579 306, raccordement van Angoulême-État
RFN 610 000, spoorlijn tussen Limoges-Bénédictins en Angoulême